# هایبال
هایبال (انگلیسی: Highball)، یک نوشیدنی مخلوط متشکل از یک پایه الکلی نوشیدنی الکلی تقطیری و یک نسبت بزرگتر از یک غیر الکلی میکسر نوشیدنی، اغلب یک نوشیدنی گازدار است.